# 錦戸部屋

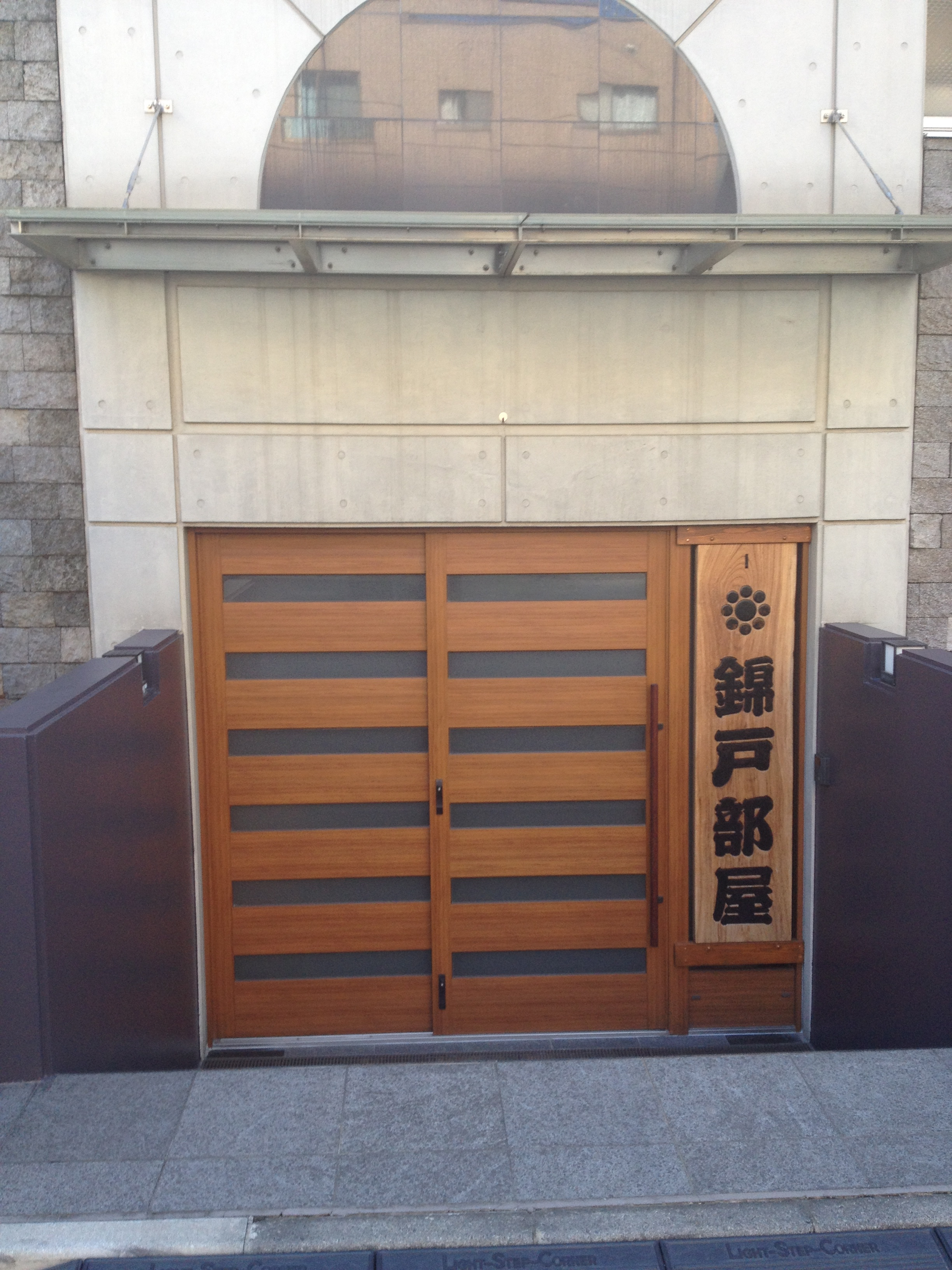
錦戸部屋

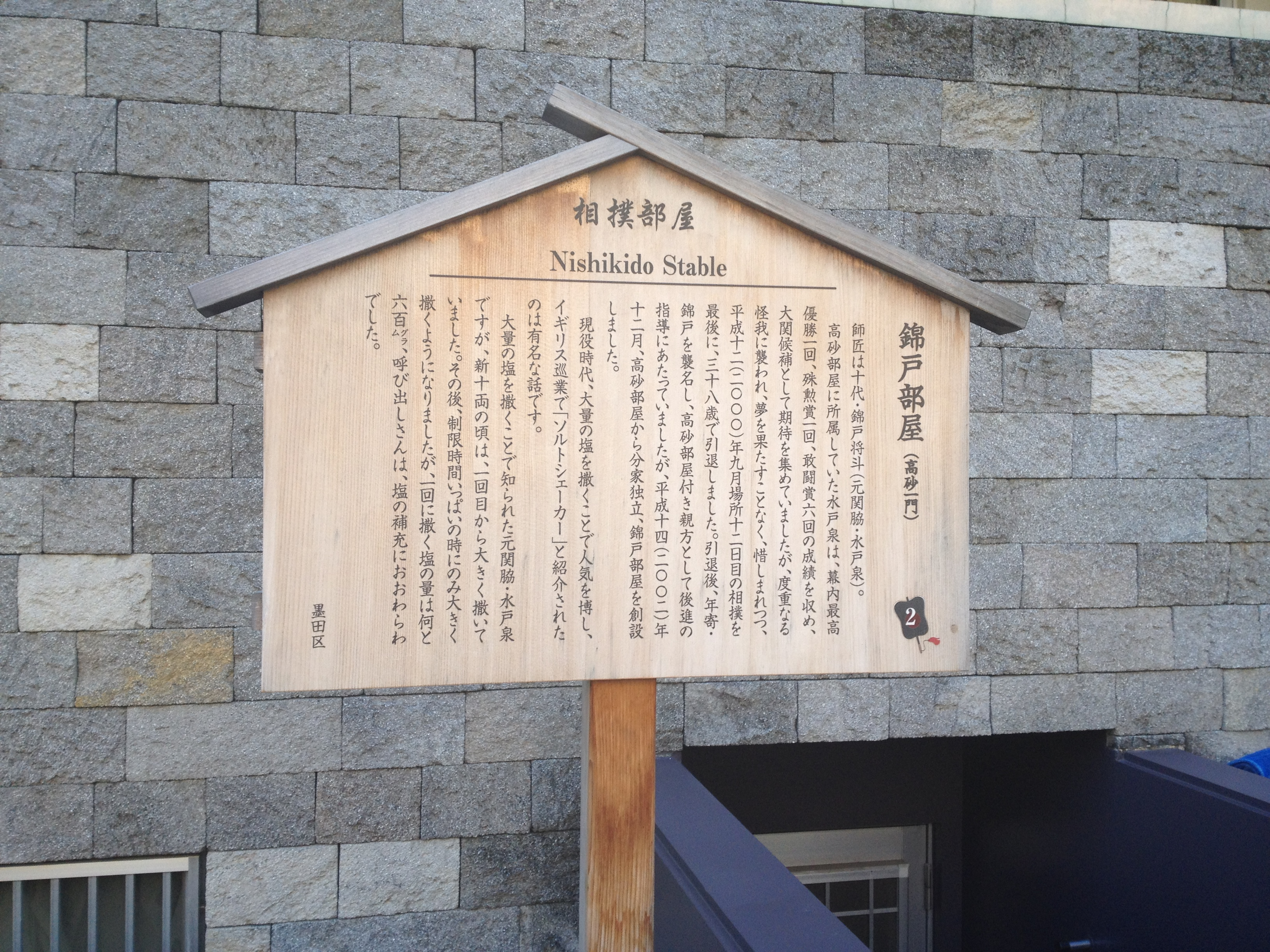
錦戸部屋の説明

錦戸部屋（にしきどべや）は、日本相撲協会所属で高砂一門の相撲部屋。

## 歴史
2000年9月場所限りで現役を引退して、以降は高砂部屋の部屋付き親方として指導していた年寄・10代錦戸（元関脇・水戸泉）が、2002年12月1日付で高砂部屋から分家独立して錦戸部屋を創設した。2012年6月5日には20代千田川（元小結・闘牙）が同じ高砂一門の九重部屋から移籍して部屋付き親方となった。
部屋創設から15年以上は、関取を出せなかったが2018年1月場所において水戸龍が十両昇進を果たし、部屋にとって初の関取となった。同年11月場所には極芯道も十両昇進を果たした。水戸龍は2022年9月場所で新入幕となり、部屋史上初の幕内力士となった。
2022年1月場所は部屋関係者が新型コロナウイルスに感染したことにより、師匠の10代錦戸と力士4人が全休した。
2022年5月場所をもって極芯道が引退してから2023年5月場所に葛錦が序ノ口で初土俵を踏むまでの間、所属力士が水戸龍及び富士泉の2名のみになっていた。富士泉は2021年11月場所から休場を続け、2022年7月以降は番付外に在位（2024年7月場所から復帰）。2022年9月場所直前には、部屋には実質水戸龍1人しか所属力士がいないと示唆する報道もされた。
かつて10代錦戸は人工透析を受けていた状態で部屋運営や勧誘活動もままならなかった。しかも2023年9月7日には部屋の実務を担当していた20代千田川が退職して部屋付き親方が不在となり、同年8月には部屋創設20周年パーティーで10代錦戸が元気な姿を見せていたものの、それでも所属力士は実質的に十両の水戸龍と新弟子(2023年8月時点)の2人だけで、週刊誌からは危機的状況と報じられた。
その後、所属力士は5人（2025年3月場所終了時点）まで増加。さらに、2025年4月1日に21代千田川（元幕内・德勝龍）が出羽海一門の木瀬部屋から移籍して部屋付き親方となった。

## 所在地
- 東京都墨田区亀沢1-16-7
- JR総武緩行線両国駅徒歩8分、都営地下鉄大江戸線両国駅徒歩3分
- 西隣は、同じく高砂一門の八角部屋である。

## 師匠
- 10代：錦戸眞幸（にしきど まさゆき、元関脇・水戸泉、茨城）

## 部屋付き親方
- 千田川誠（せんだがわ まこと、前2・德勝龍、奈良）※木瀬部屋から転籍

## 力士

### 現役の関取経験力士
- 水戸龍聖之（前13・モンゴル）

### 十両
- 極芯道貴裕（十13・兵庫）

## 関連人物
- 梅の里昭二 - 元十両で、錦戸の弟。部屋のマネージャーを務めている。